# College van decanen
Het College van Decanen is in Nederland een universitair college  waarin de decanen van alle faculteiten van een universiteit zijn vertegenwoordigd.
Het college adviseert op verschillende gebieden. Het College van Decanen was in het verleden verantwoordelijk voor het toekennen van (ere)doctoraten van de betreffende universiteit. Deze taak ligt anno 2019 doorgaans bij het College voor promoties
Leden van het College van decanen zijn naast de decanen de Rector Magnificus,  die tevens voorzitter is en daarnaast deel uitmaakt van het College van Bestuur van de universiteit in kwestie.